# Yashio
Yashio (japanska: 八潮市?, Yashio-shi) är en stad i Saitama prefektur i Japan. Staden fick stadsrättigheter 1972.